# Schatzsuche

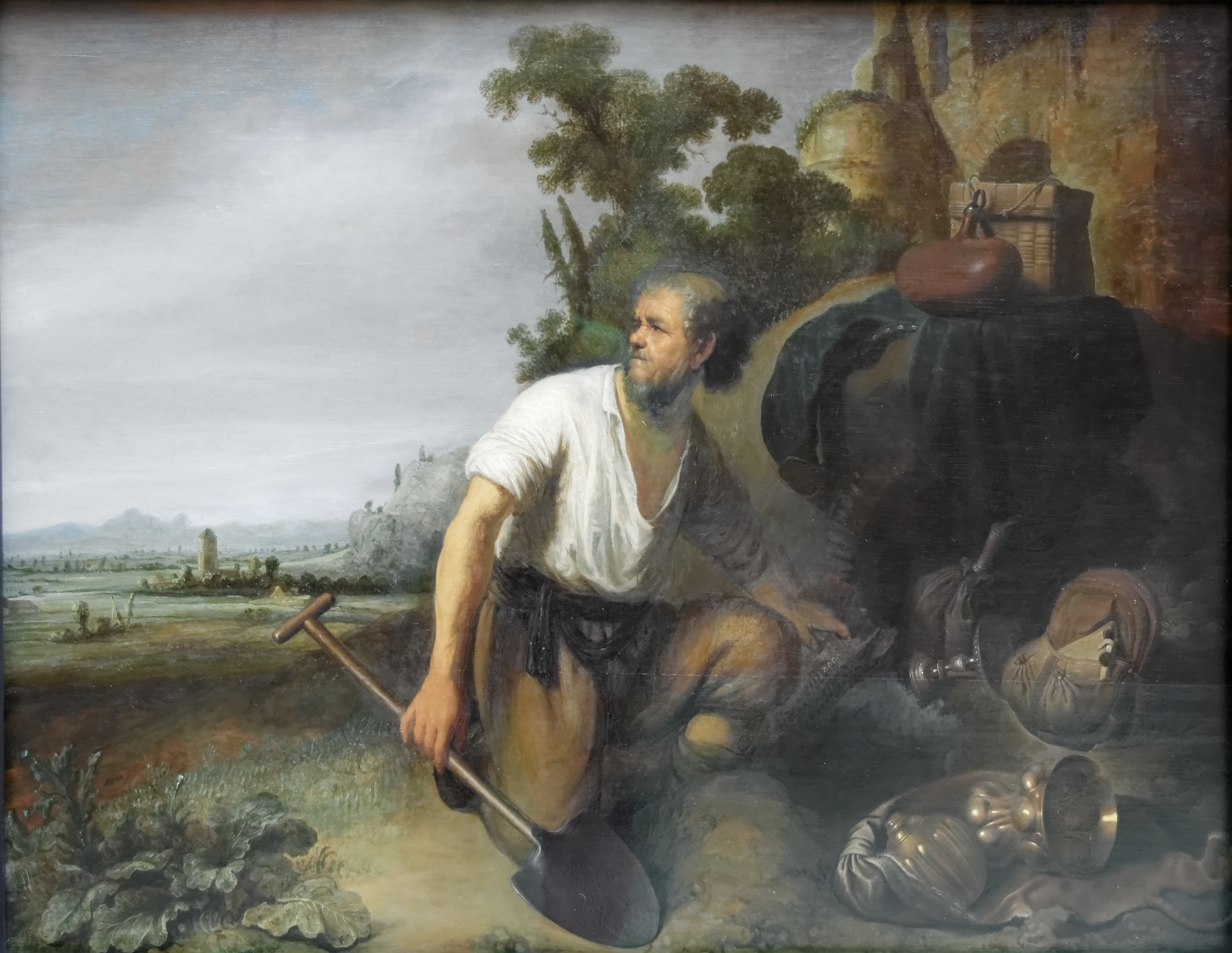
Parabel vom versteckten Schatz (Mt 13,44 EU), von Rembrandt van Rijn oder Gerard Dou, um 1630

Bei der Schatzsuche handelt es sich im Gegensatz zum Schatzfund, der in aller Regel zufällig und unbeabsichtigt geschieht, um die gezielte Suche nach verlorenen oder versteckten Wertgegenständen. Ebenso ist sie von der Suche nach Bodenschätzen zu unterscheiden, da es sich bei einem Schatz, im engeren Sinn, um Artefakte handelt, nicht um natürlich vorkommende Rohstoffe.
In der Antike und im frühen Mittelalter war die Vorstellung, durch Schatzsuche zu Reichtum zu gelangen, kaum verbreitet. Aktiv gesucht wurden hingegen die Gräber großer Herrscher oder Heiliger, als Symbole für weltliche Macht oder göttlichen Beistand im Rahmen des Reliquienkults. Im Hoch- und Spätmittelalter initiierten einige Herrscher schon vereinzelte Suchaktionen in römischen Ruinen und frühgeschichtlichen Monumenten, in der Hoffnung, sich Schätze anzueignen. In der frühen Neuzeit fand diese Vorstellung dann allgemeine Verbreitung. Sowohl im umfangreichen Sagenmaterial der Zeit als auch in den Gerichtsakten der gelegentlichen Schatzgräberprozesse spiegeln sich die (verbotenen) magischen Praktiken und die Glaubensvorstellungen, die mit der Schatzsuche verbunden waren, wie Rutengehen oder die Beschwörung der schatzhütenden Dämonen und Gespenster. Mit dem Topos der Schatzsuche verbunden ist der Glaube an ein Goldenes Zeitalter in der Vergangenheit, gegenüber dem die Gegenwart eine Degeneration darstellt.
Mit dem langsamen Wandel der frühneuzeitlichen Ständegesellschaft hin zur modernen bürgerlichen Leistungsgesellschaft ging eine deutliche Säkularisierung der Schatzfolklore einher. Der Geister- und Gespensterglaube schwand fast völlig. Statt moralischer Erbauung bieten Schatzgeschichten vor allem Abenteuer. Die Hoffnung auf schnellen Reichtum ohne Arbeit verdrängt die Hoffnung auf gesellschaftlich akzeptablen Wohlstand. Die Schatzsuche wird zu einem kommerziellen Unternehmen, dem historische Forschung vorausgeht und das mit archäologischen oder bergbaulichen Methoden durchgeführt wird. Sowohl die mit großem technischen Aufwand betriebene kommerzielle Schatzsuche als auch die eher hobbymäßige Sondengängerei agiert in der Grauzone zwischen echter archäologischer Forschung und sogenannter Raubgräberei, sowie zwischen staatlichen und privaten Besitzansprüchen von Grundeigentümern, Museen und dem Antiquitätenhandel. Daneben haben sich aber auch Reste von magischem Denken erhalten, wie der Gebrauch von Pendeln oder Wünschelruten anstelle von Metalldetektoren.

## Antike und Mittelalter
Schon aus der Antike und dem Mittelalter sind zufällige Schatzfunde bekannt und die Besitzrechte, zwischen Finder, Grundeigentümer und Landesherr waren (auf unterschiedlichste Weise) gesetzlich geregelt. Dass gezielt nach Schätzen gesucht wurde, ist jedoch kaum überliefert. Caesar ließ das Grab Alexanders des Großen suchen, Augustus ließ es öffnen und Caligula nahm die Rüstung Alexanders an sich. Hierbei ging es aber nicht vorrangig um die Inbesitznahme von Reichtümern, sondern um die Inszenierung von Herrschaft.

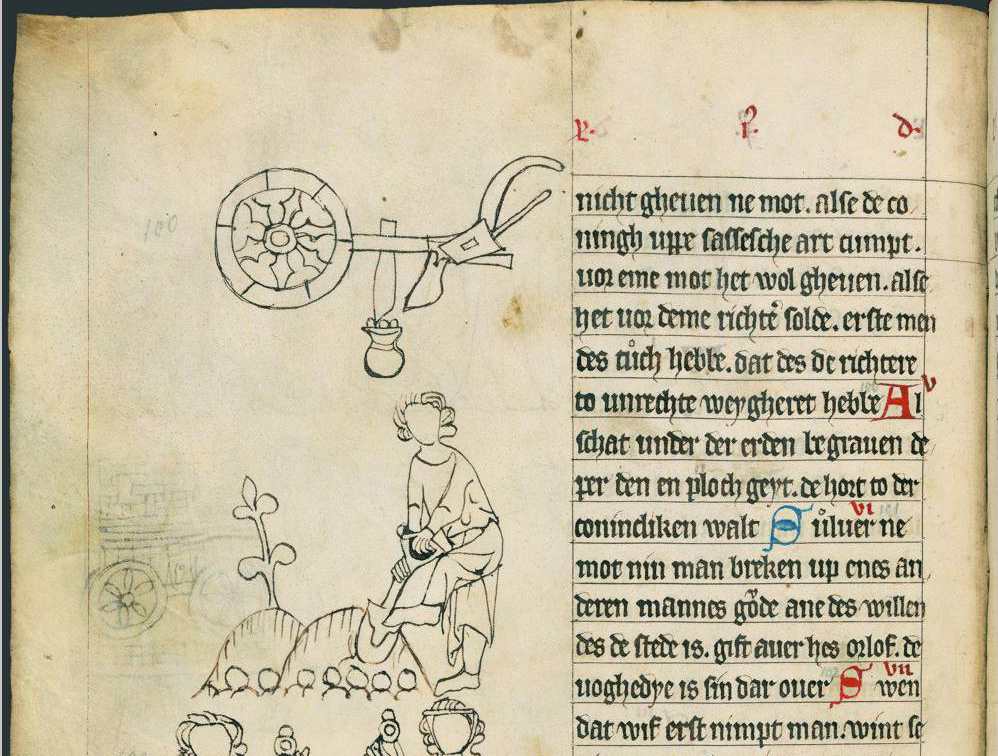
Abbildung im Sachsenspiegel über das Schatzregal: Alles was tiefer liegt, als eine Pflugschar reicht (hier ein Topf voll Münzen), gehört dem König.

Im mittelalterlichen England wurde das Schatzregal besonders streng ausgelegt: Alle gefundenen Wertgegenstände fielen automatisch in das Eigentum der Krone; Finder und Grundeigentümer gingen leer aus. Aus diesem Grund ließ König Johann Ohneland, der notorisch unter Geldmangel litt, 1201 als Erster römische Ruinen nach Schätzen durchsuchen, allerdings weitgehend erfolglos. Heinrich III. befahl, einen Schatz beschlagnahmen zu lassen, der angeblich auf der Isle of Wight gefunden worden war, und ließ in der Umgebung nach weiteren Schätzen suchen. Im Spätmittelalter und in der Frühen Neuzeit ließen auch andere europäische Landesherren gelegentlich nach Schätzen graben, meist in Überresten aus der Römerzeit, in Deutschland und Skandinavien auch in Grabhügeln. Die dabei zu Tage geförderten Artefakte erregten das antiquarische Interesse humanistischer Gelehrter, selbst wenn es sich nicht um Gold und Silber handelte. Wohlhabende Bürger und Adelige begannen Antiquitäten für ihre Sammlungen zu kaufen, und die Landesherren gaben systematische Bestandsaufnahmen der vorhandenen Baudenkmäler in Auftrag. Hierin, und in dem Bemühen Raubgräber von den Fundstellen fernzuhalten, darf man die ersten Anfänge der professionellen Archäologie und des Denkmalschutzes sehen.

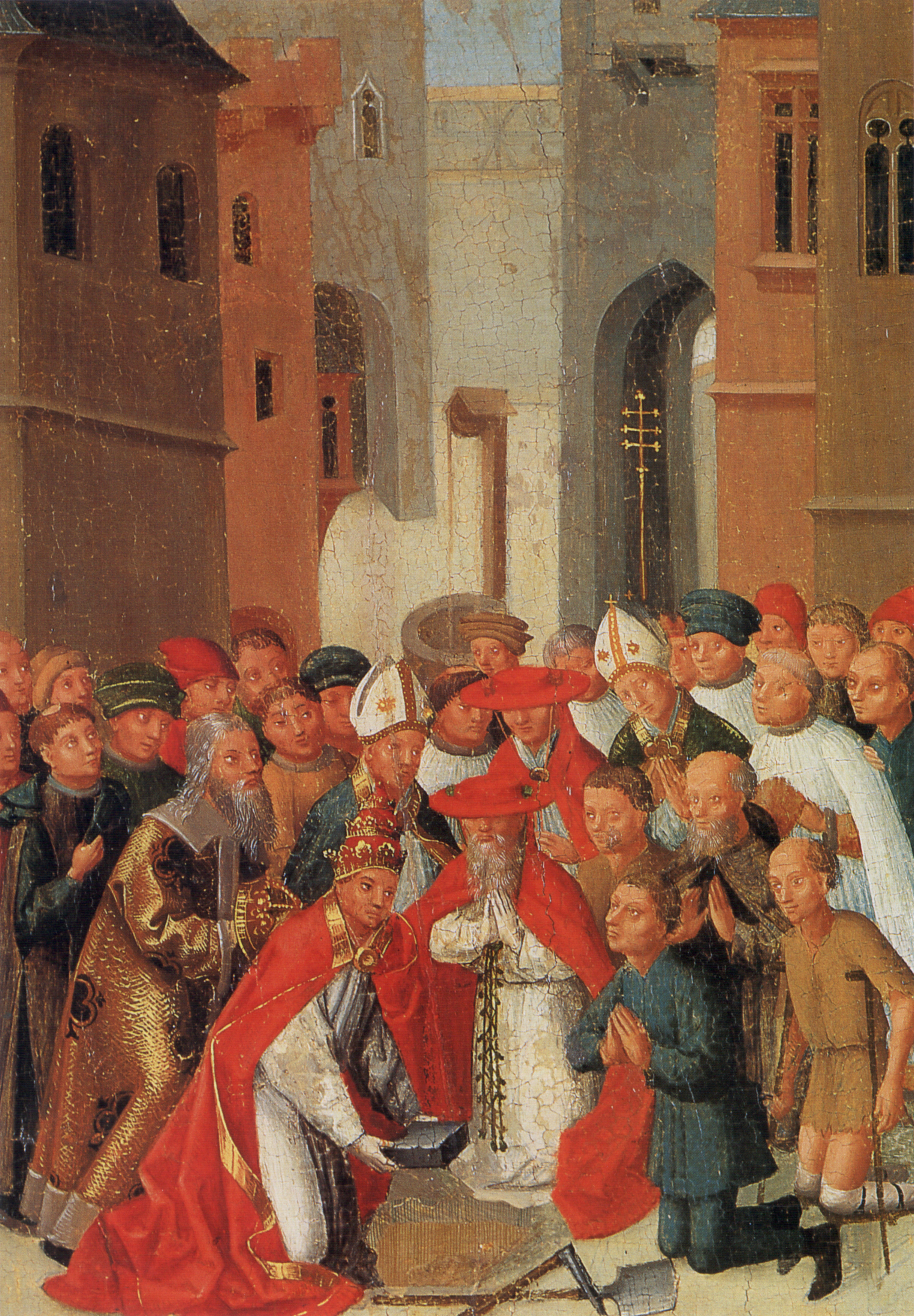
In Gegenwart hoher Geistlicher wird die Heilig-Blut-Reliquie von Mantua ausgegraben, deren Lage zuvor dem blinden Adilbero offenbart worden war. Heilig-Blut-Tafel der Abtei Weingarten, 1489

Die Kirche stand der Schatzsucherei grundsätzlich ablehnend gegenüber. Das Horten und Verstecken eines Schatzes galt als Ausdruck von Habgier und Geiz, die Suche danach ebenso, und Avaritia war die zweite der sieben Todsünden. Außerdem standen Schatzsucher stets unter dem Verdacht magische Praktiken auszuüben, theoretisch ein todeswürdiges Vergehen. Andererseits wies die Suche nach Reliquien, die für die Weihe einer Kirche benötigt wurden, starke Ähnlichkeit mit einer Schatzsuche auf. Obwohl die Reliquien selbst materiell meist wertlos waren (Knochen, Haare etc.) war der Besitz von Reliquien berühmter Heiliger enorm prestigeträchtig und stellte dann, wegen der Einnahmen durch das Wallfahrtswesen, den eigentlichen Kirchenschatz dar. Die ursprünglichen Ruhestätten der Märtyrer und Heiligen waren aber oft nicht sicher bekannt und es bedurfte langwieriger Nachforschungen (oder eines Wunders) um sie ausfindig zu machen. Da das Misslingen solcher Suchaktionen sowohl dem Ruf des Initiators, als auch dem des gesuchten Heiligen geschadet hätte, wurden sie meist nachts und heimlich durchgeführt, und nur im Erfolgsfall publik gemacht. Einige Elemente der legendären Berichte über die Überführung von Reliquien haben in säkularisierter Form Eingang in die Schatzsagen der frühen Neuzeit gefunden.
Die Wiederauffindung der Grabstätte Karls des Großen im Aachener Dom, unter der persönlichen Leitung Kaiser Ottos III., fand ebenfalls bei Nacht und Nebel statt, steht aber eher in der Tradition der Cäsaren am Alexandergrab.

## Frühe Neuzeit
Seit dem Spätmittelalter vergaben die Könige von England Lizenzen an Schatzsucher. Ähnlich wie die Kaperbriefe für Freibeuter regelten sie den Anteil, der an die Krone abzuführen war. Die Lizenzhalter trugen das gesamte Risiko und die Kosten, dafür fielen sie aber nicht mehr unter die drakonischen Strafandrohungen für Raubgräber. Zuweilen wurden solche Lizenzen aber auch zu betrügerischen Zwecken erworben. So erlangte 1521 ein gewisser Robert Curzon von Heinrich VIII. das Recht zur Schatzsuche in Suffolk und Norfolk. Anstatt aber selbst nach Schätzen zu suchen, erpresste er jeden, der auch nur im Verdacht stand, dieser Tätigkeit ohne Lizenz nachzugehen. Curzons Opfer wurden so genötigt, von ihm teure Unterlizenzen zu kaufen.
Im Heiligen Römischen Reich vergab der Kaiser mangels Zentralgewalt nur wenige Schatzsucherlizenzen, die Fürsten in den Territorialstaaten dafür umso mehr. Die Regelungen waren von Fall zu Fall sehr unterschiedlich (wie überhaupt die ganze Gesetzeslage), aber oft vermied es die Regierung, einen festen Teilungsschlüssel anzugeben. So behielt sie sich im Erfolgsfall die Möglichkeit zur Einbehaltung größerer Teile des Fundes vor. Andererseits beauftragten die Fürsten auch von sich aus Schatzsucher, ähnlich, wie Goldmacher. Offenbar sah man dabei großzügig über die Anwendung verbotener Magie hinweg und akzeptierte auch das Risiko, einem Betrüger aufzusitzen. Erfolglose Schatzsucher kamen allerdings in eine heikle Lage. So beauftragte Herzog Friedrich von Württemberg 1606 einen gewissen Thomas Mayer als Schatzsucher. Dieser beging, nachdem der Herzog bereits mehrere Hofalchimisten hatte hinrichten lassen, in der Ruine Achalm Selbstmord.

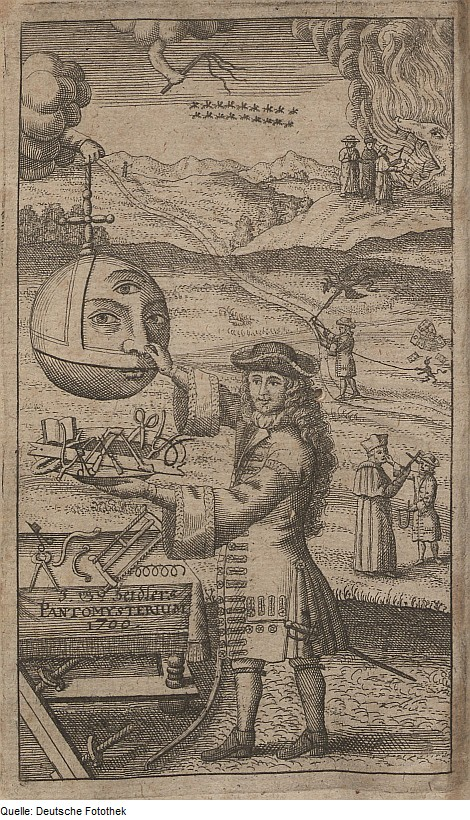
Titelkupfer einer Polemik gegen Schatzzauber, 1700 (Im Hintergrund Rutengänger, die von Teufeln geleitet in den Schlund der Hölle wandern).

Die professionellen Schatzmagier, die sich von zahlungskräftigen Privatleuten anheuern ließen, entstammten größtenteils zwei recht unterschiedlichen Bevölkerungsgruppen: Erstens dem (niederen, wenig orthodoxen) katholischen Klerus, zweitens dem fahrenden Volk. Besonders katholischen Geistlichen traute man, als potentiellen Exorzisten, die Beschwörung der Dämonen und Gespenster zu, die den Schatz hüteten, selbst in protestantischen Gegenden. So verdienten sich arme Landgeistliche mit der Schatzsucherei ein Zubrot. Unter den Vagabunden gab es hingegen viele stellungslose Söldner, die praktische Erfahrungen gesammelt hatten, wo Menschen im Krieg gewöhnlich ihre Habseligkeiten verstecken. Nur selten traten Frauen als Schatzmagier auf, zuweilen aber Kinder, die in ihrer Unschuld als besonders hellsichtig galten. Die Arbeiter, die bei den eigentlichen Grabungen halfen, konnten zum Problem werden. Entweder verweigerten sie die Arbeit, aus Angst vor den Geistern, oder sie stritten mit dem Auftraggeber um die Bezahlung, wenn der Schatzfund ausblieb. Bei den Auftraggebern handelte es sich oftmals um regelrechte „Aktiengesellschaften“ mit Dutzenden von Investoren, die die laufenden Kosten trugen, dafür aber anteilig am Fund beteiligt werden sollten. Wurde bei den Vorbereitungen der Aspekt der Erlösung armer Seelen betont, die mit regelmäßigen Gebeten und religiösen Übungen einherging, so konnten die Schatzgräbergruppen aber auch den Charakter einer Hauskirche annehmen. 1770 entstand im württembergischen Weilheim aus solch einer Gruppe sogar eine kurzlebige christliche Sekte um die Magd Anna Maria Freyin. Diese inszenierte für ihre Anhänger gottesdienstähnliche Geistererscheinungen, in denen erlöste Gespenster göttliche Offenbarungen mitteilten. Nur mit Mühe konnte die Obrigkeit dieser Umtriebe Herr werden.
Der Skandal um die Jenaer Christnachttragödie von 1715, bei der zwei Schatzsucher und ein Wächter des Tatorts ums Leben kamen, markiert die ersten Regungen der Frühaufklärung, die sich gegen den alten Dämonen- und Hexenglauben wandte.

### Schatzzauber und Schatzsagen
Schätze spielen schon in der altnordischen Literatur und in der mittelalterlichen Heldenepik eine wichtige Rolle, wie der Drachenhort im Beowulf oder der Nibelungenhort in der Völsunga saga und im Nibelungenlied. Manche Sagas beschreiben die Plünderung von Hügelgräbern. Bei diesen Schätzen handelt es sich um fluchbeladene magisch-mythische Objekte und die „Suche“ nach ihnen besteht nur darin, den bereits bekannten Schatzhüter zu überwinden. Diese sind ebenfalls magisch-mythische Wesen, wie Zwerge oder Drachen, zuweilen der verstorbene Eigentümer, ein Draugr. Die erste literarische Figur, die den Hort, anders als die vorherigen Besitzer, nicht mehr als rein magisches Objekt betrachtet, sondern ganz „modern“ als eine bloße Ansammlung von Wertgegenständen, mit denen man sich Macht erkaufen kann, statt sie nur symbolisch zu repräsentieren, ist Kriemhild.
Die Blütezeit der Schatzsagen ist aber die Frühe Neuzeit. In diesen Sagen nimmt der Schatz zuweilen Eigenschaften eines lebenden Wesens an: Er kommt an die Erdoberfläche, um sich zu „sonnen“, und kann dann zufällig gefunden werden, versteckt sich aber vor Schatzsuchern, wie das Wild vor einem Jäger, meist, indem er tief im Erdboden versinkt. Manchmal entschwindet er auch durch Löcher im Gemäuer oder nimmt eine andere Gestalt an, etwa die eines Haufens (glühender) Kohle, wenn nicht gar Dreck. Um ihn zu verschrecken, reicht schon ein einziges gesprochenes Wort. Allerdings kann er von kundigen Experten überlistet werden. Mit mantischen Hilfsmitteln, wie einer Wünschelrute oder einem Schatzspiegel wird er geortet. Bestimmte mitgeführte Pflanzen (Farnsamen) machen die Schatzsucher unsichtbar oder lullen den Schatz ein. Mit Geld und Goldstücken kann der Schatz sogar beruhigt und angelockt werden, so wie Jäger Vögel mit Lockvögeln anlocken. Der schwierigste Teil besteht darin, den Schatz an Ort und Stelle zu bannen.
Einfacher ist es deshalb manchmal, stattdessen den Schatzhüter zu bannen, den Berggeist der den Schatz bewacht. Für die Theologen der Zeit handelte es sich bei diesen Geistern um Dämonen, gefallene Engel und Teufel, die nur durch die Allmacht Gottes in Schach gehalten werden, aber weiterhin versuchen, die Menschen zu täuschen und in Versuchung zu führen. Für die Naturphilosophen und Alchemisten waren sie Elementargeister (v. a. Gnome und Sylphen). Im Volk kursierten hingegen vielgestaltige Vorstellungen. Auch hier gelingt es den Schatzhütern in der Gestalt von riesigen giftigen Kröten, weißen oder feurigen Schlangen oder als schrecklicher Schwarzer Hund die Schatzsucher zu vertreiben. Oft offenbart er sich aber auch in einem heftigen Sturmwind, zuweilen sogar im Inneren von festen Gebäuden. Experten im Schatzzauber können den Schatzhüter aber unter ihre Kontrolle bringen. Im besten Fall brauchen sie das Versteck dafür nicht einmal selbst aufzusuchen, sondern verfügen über einen hilfreichen Hausgeist, wie den Drak, der ihnen die Reichtümer einfach herbeiholt. Verwandt ist die Vorstellung vom Geldmännlein, das oft (angeblich) aus einer Alraune geschnitzt war und vom Heckertaler, den man einfach zu seinem eigenen Geld legt, damit er es auf magische Weise vermehrt („ausheckt“). Obwohl solche Praktiken in die Nähe des Teufelspaktes gestellt wurden (der einzige erlaubte Umgang mit Dämonen war der Exorzismus), hielten viele Schatzzauberer die Risiken anscheinend für kontrollierbar. Tatsächlich bestehen ihre mächtigsten Beschwörungen und magischen Symbole aus Versatzstücken aus dem christlichen Kult und sind, mit ihrer massiven Berufung auf Gott, die Dreifaltigkeit und die Heiligen, kaum von Gebeten zu unterscheiden. Aus ungeklärten Gründen betrachteten die Schatzsucher den heiligen Christophorus als ihren Schutzpatron (→Christoffelgebet).

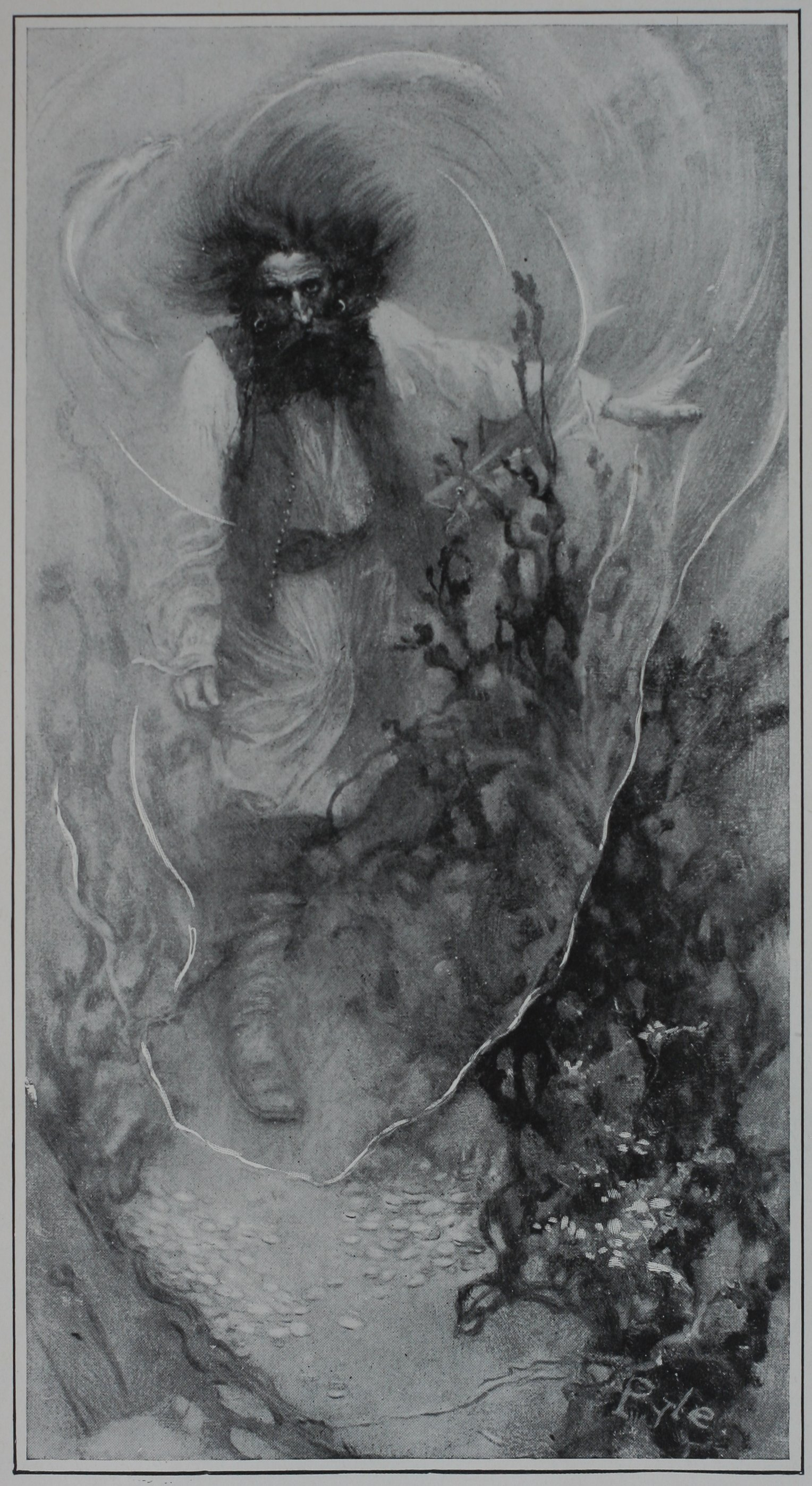
Das Gespenst eines Piraten, über seinem versunkenen Schatz, Illustration von Howard Pyle

Bei den mit Abstand wichtigsten Schatzhütern handelt es sich jedoch um Totengeister und Gespenster. Obwohl die Theologen aller Kirchen den Glauben an unerlöste Seelen, die weiter herumspuken müssen, ablehnten (die katholische Kirche akzeptierte nur die Existenz der armen Seelen im Fegefeuer, die protestantischen Kirchen nicht einmal diese), hielt sich der Gespensterglaube hartnäckig. Man ging davon aus, dass die Seelen von Verstorbenen zurückkehrten, weil sie in der Welt der Lebenden noch „etwas zu erledigen“ hätten. Bei jung verstorbenen Müttern konnte das z. B. der Schutz ihrer Kinder sein, bei reuelosen Sündern hingegen, die Sühne für ihre Untaten. Bei den Gespenstern über Schätzen handelte es sich also um die Seelen der habgierigen Geizhälse, die sie angehäuft hatten, anstatt sie für wohltätige Zwecke zu verwenden. Nun versuchten sie das Versteck preiszugeben, in der Hoffnung, dass ein Lebender den Schatz hob und den Sünder damit erlöste. Dabei erschienen sie oft in strahlender Gestalt, als Totenlicht oder Geldfeuer, ganz ähnlich wie zuvor die Engel und Heiligen in den Translationsberichten, die auf die Lage von Reliquien hinweisen wollten. Die Verbindung von Gespenster- und Schatzglaube war so eng, dass man schließlich jeden nächtlichen Spuk als Anzeichen für einen vergrabenen Schatz deutete. Die kirchliche Lehre, dass es sich bei den Erscheinungen um Dämonen handele, die nur die Gestalt eines Toten vortäuschten, wurde im Volksglauben in ihr Gegenteil verkehrt: Die arme Seele zeigte die ungefähre Lage des Schatzes, die man mit der Wünschelrute genauer bestimmen konnte. Dann erschien ein Dämon, der die Erlösung des Sünders verhindern wollte. Diesen konnte man mit dem Christoffelgebet vertreiben. In ihrem Selbstverständnis ergaben sich die Schatzsucher also keineswegs den dunklen Mächten, sondern führten, ganz im Gegenteil, mutig eine verdienstvolle Christenpflicht aus.
Die Faszination der Schatzsuche, die sich in dem umfangreichen Sagenmaterial spiegelt, kann nicht durch verstärkte Funde in der frühen Neuzeit erklärt werden. Schatzfunde waren zu allen Zeiten sehr selten. Der Kulturhistoriker Johannes Dillinger erklärt sie mit dem Limited-Good-Modell des Ethnologen Robert Redfield: Die damalige, noch weitgehend agrarische Ständegesellschaft habe sich so verhalten, als ob alle Güter nur in einer begrenzten, nie zu steigernden Menge zur Verfügung stünden. Die Wirtschaft wurde wie ein Nullsummenspiel betrachtet: des einen Gewinn ist des anderen Verlust. Ein Schatzfund stellte aber, wie der Gewinn in der Lotterie, keinen Schaden für andere dar und wurde daher nicht als Bedrohung des gesellschaftlichen Gleichgewichts empfunden.

### Schatzgräberprozesse
Anders als Hexerei war die Schatzsucherei kein völlig imaginäres Phänomen. Während niemals eine Frau wirklich auf einem Besen zum Hexensabbat geritten ist, hat es durchaus Menschen gegeben, die zur Erlangung von Schätzen vermeintlich magische Praktiken angewandt haben. Während sich mit vorgeblichen Hexen aber ganze Zweige der Theologie und Jurisprudenz befassten, interessierten sich die Gelehrten der Frühen Neuzeit nur wenig für Schatzsucher. Wenn ein Fall von unlizenzierter Schatzsucherei zur Anklage kam, gab es für die Behörden drei mögliche Vorgehensweisen:
- Verfolgung als schlichter Betrug. Tatsächlich praktizierten manche Schatzsucher frühe Formen des Vorschussbetrugs. So ließen sie sich von leichtgläubigen Auftraggebern größere Geldsummen aushändigen, vorgeblich um einen großen verborgenen Schatz „anzulocken“. Oder sie inszenierten Geistererscheinungen, bei denen sie vorgaukelten, für die Erlösung der armen Seele müsse Geld gesammelt werden, um wohltätige Werke zu bezahlen. Anschließend machten sich die Betrüger mit dem Geld aus dem Staub. Andere überredeten ihre Opfer zu langwierigen Ritualen an abgelegenen Orten, um währenddessen deren Häuser ausrauben zu können. Ein Prozess gegen drei Schatzgräber aus dem Schweizer Städtchen Willisau ist aus dem Jahre 1736 überliefert. Sie wurden für ein bis drei Jahre aus der Region verbannt.[8]
- Verfolgung als Aberglaube, also als ein strafbarer, aber minderschwerer Verstoß gegen das Magieverbot. Dies scheint die häufigste Vorgehensweise gewesen zu sein. Die Strafen umfassten den Landesverweis, Zurschaustellung am Pranger oder Geldbußen. Oft kamen die Schatzgräber auch mit einer bloßen Rüge oder einer symbolischen Bestrafung davon.
- Im schlimmsten Fall Verfolgung als Hexerei, oder im Fall des Missbrauchs von geweihten Gegenständen, als Sakrileg. Solche Fälle waren selten, obwohl es im Rahmen der Schatzsucherei oft zu regelrechten Dämonenbeschwörungen kam, konnten dann aber durchaus zur Todesstrafe auf dem Scheiterhaufen oder am Galgen führen.

Auch wenn manche zeitgenössischen Dämonologen eine rigorose Gleichbehandlung aller Zaubereidelikte forderten, folgten ihnen die Richter in Schatzgräberprozessen nur in Ausnahmefällen. Ausschlaggebend scheint dabei gewesen zu sein, dass Schatzzauber in der öffentlichen Meinung, anders als Hexerei, nicht als Schadenszauber wahrgenommen wurde. Jean Bodin und andere Hexentheoretiker behaupteten, dass dem Teufel zwar alle Schätze bekannt seien, mit denen er die Menschen zur Schatzsuche und zu anderen Sünden verführen könne, dass er aber von Gott daran gehindert werde, sie unter seinen Anhängern zu verteilen. Als Beleg führten sie zahlreiche Beispiele für gescheiterte Schatzsuchen an. Der Hexerei wurden ganz überwiegend arme Frauen am Rande der Gesellschaft angeklagt. Diesen unterstellte man, dass sie aus reinem Neid und Bosheit die Güter und die Gesundheit ihrer Nachbarn zerstörten. Auch traf keines der konstituierenden Verbrechen vermeintlicher Hexen (Hexenflug, Hexensabbat, Teufelsbuhlschaft, Schadenszauber) auf Schatzsucher zu. Schatzgräber waren hingegen fast immer Männer und bei ihren Auftraggebern und Finanziers handelte es sich oft um Angehörige der oberen Mittelschicht, wenn nicht gar um Fürsten. Wohlhabende Menschen wurden nur der Hexerei angeklagt, wenn sie von ihrer Umgebung als unlautere Konkurrenten angesehen wurden.

## Moderne
Nach Ende der Hexenverfolgungen und mit Beginn der Aufklärung blieb Zauberei weiterhin verboten, galt aber nur noch als Betrug. Die Zirkulation von Zauberbüchern nahm allerdings zu, weil die Bücher (als wirkungslos) nicht mehr von der Obrigkeit vernichtet wurden.
Goethe parodierte in Faust II. (Erster Akt, Kaiserliche Pfalz) die alte Institution der Schatzsucherlizenzen: Mephisto überredet dort den Kaiser, alle verborgenen Schätze für sich zu reklamieren und diese fiktiven Werte als Deckung für das neue Papiergeld zu benutzen.
Der Gespensterglaube an arme Seelen, die zur Erlösung der Hilfe der Lebenden bedürfen, wandelte sich im Spiritismus des 19. Jahrhunderts in sein Gegenteil. Nun sind es die Lebenden, die die Geistwesen um Hilfe, Rat und Trost bitten. Hierdurch verlor die Schatzgräberei ihre religiöse Rechtfertigung.
Die Wünschelrute wandelte sich vom Zauberstab zu einem pseudo-technischen Instrument. Ihre Benutzung setzt aber immer noch eine besondere persönliche Begabung voraus („Strahlenfühligkeit“). Kommerzielle Unternehmen bieten die Dienstleistungen von Rutengängern zur Auffindung von Wasser, Erzadern und Erdöl an. 1911 wurde in Deutschland der Verband zur Klärung der Wünschelrutenfrage gegründet. Anders als der Name nahelegt, handelte es sich dabei um einen Lobby-Verband von Rutengängern. Vor dem Ersten Weltkrieg bot sich der Verband an, für die Regierung in den Wüsten Deutsch-Südwestafrikas nach Wasser zu suchen, während des Krieges nach „verborgenen Hartgeldvorräten“ in der Heimat. Auch im Zweiten Weltkrieg stellten Rutengänger ihre vermeintlichen Künste in den Dienst des Reiches. Die Forschungsgemeinschaft Deutsches Ahnenerbe trainierte Mitarbeiter zur Suche von Wasser auf dem Balkan, aber auch zur Suche nach Sprengstoff. Der der Esoterik zugeneigte Heinrich Himmler entsandte Rutengänger für die Suche nach Eisenlagerstätten, aber vor allem nach dem Ursprung des Rheingolds.

### Wandel der Schatzsuche in der Neuen Welt
Nord- und mitteleuropäische Siedler nahmen ihren Schatzglauben mit nach Amerika. So arbeitete Joseph Smith, der Begründer der Kirche Jesu Christi der Heiligen der Letzten Tage, wie seine Eltern vor ihm, schon als Kind gelegentlich als Schatzsucher. Hierbei bediente er sich zweier „Peepstones“ („Gucksteine“), genannt Urim und Thummim, in seinem Hut. Sobald er hineinschaute, behauptete er, verborgene Schätze sehen zu können. Die von Smith beschriebene Auffindung und Entzifferung des Buches Mormon weist ebenfalls deutliche Anklänge an alte Schatzsuchergeschichten auf: Das Buch ist auf massiven goldenen Tafeln geschrieben, stellt also einen großen materiellen Wert dar. Seine Lage wird ihm von einem Geistwesen namens Moroni offenbart, wie in den Reliquien- und Schatzsagen, entweder ein Engel oder ein Totengeist. Die Peepstones benutzt er in diesem Zusammenhang aber nicht mehr als mantisches Hilfsmittel, um das Buch zu lokalisieren, sondern um den Text zu übersetzen. Der eigentliche Schatz ist also nicht mehr das Gold (das Moroni auch Stück für Stück wieder an sich nimmt), sondern die neue Lehre. Smiths Zeitgenossen standen dieser Darstellung größtenteils sehr skeptisch gegenüber und frühe Missionare der neuen Kirche bemühten sich deshalb, Smith eher wie einen Archäologen und Sprachforscher erscheinen zu lassen, statt wie einen Schatzmagier.
Besonders in den ehemaligen spanischen Kolonialgebieten vermuteten die europäischen Siedler reiche Schätze, nicht nur in den verlassenen Forts und Missionsstationen, sondern auch in vergessenen Gold- und Silberminen. Damit näherten sich diese Schatzsucher den klassischen Westmännern und Prospektoren an, den Goldsuchern, die allein, oder in kleinen Gruppen, oft als erste Weiße in neue Territorien vordrangen. Bei den Experten, die über die Lage der verlorenen Schätze Auskunft geben konnten, handelte es sich nun nicht mehr um Zauberer, sondern um einheimische Mexikaner und Indianer. Diese kannten noch alte Stammesgeschichten über Wegmarken und Ritzzeichnungen, die zum Schatz führten und seine Lage markierten, oder verfügten über alte Lagepläne. Ein bekanntes Beispiel hierfür sind die Sagen um James Bowies „verlorene Mine“ Los Almagres. In den ältesten Versionen der Geschichte war wohl noch von spanischen Silberbarren, statt einem Bergwerk, die Rede. Die Nachforschungen über den Verbleib des Schatzes fanden nun nicht mehr mit magischen Hilfsmitteln statt, sondern mit der Recherche und Deutung quasi-archäologischer Funde und pseudo-historischer Quellen.

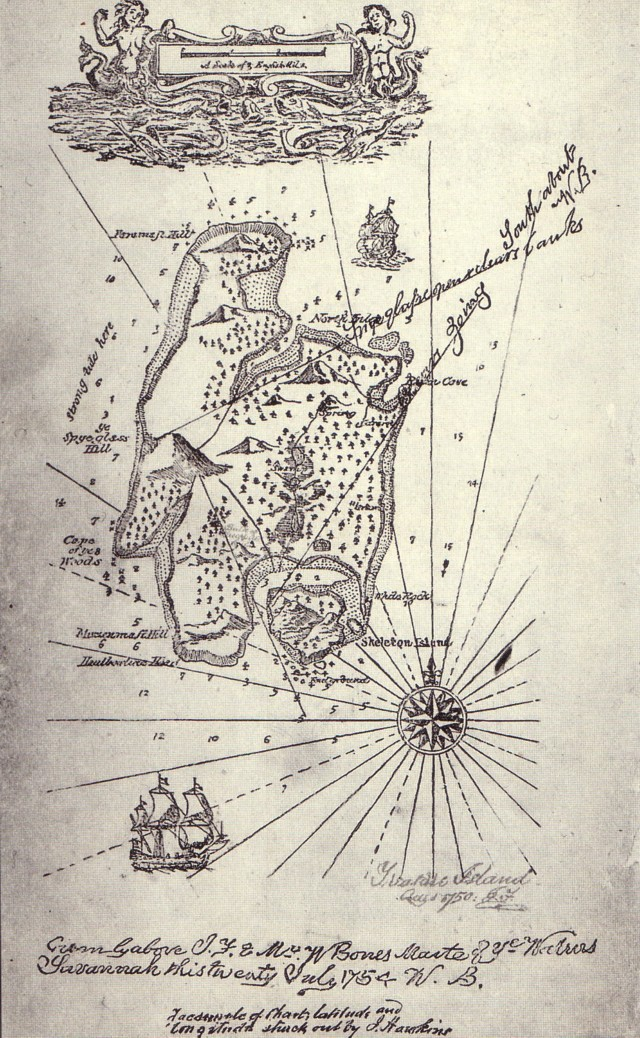
Schatzkarte

Im Texas des 19. Jahrhunderts blühte der Handel mit Schatzkarten und die Veröffentlichung von Robert Louis Stevensons Abenteuerroman Die Schatzinsel 1881 kanonisierte die Vorstellung, dass ein X auf der Karte das Versteck markiert. Bis heute basierten alle Suchunternehmen nach dem legendären Piratenschatz des William Kidd auf den (gefälschten) Karten, die nach 1929 von dem Antiquitätensammler Hubert Palmer erstanden wurden. Die Frage, warum jemand ein solches Dokument, das ihn reich machen konnte, für relativ wenig Geld verkaufte, wurde aber verdrängt, wie zuvor schon bei den europäischen Walenbüchern.
Forscher, wie der Goldsucher und Kartograph Karl Mauch, der 1871 die Ruinen von Groß-Simbabwe mit ihren verlassenen Goldbergwerken entdeckte, der Archäologe Heinrich Schliemann, der 1873 „mit der Ilias unter dem Arm“ den „Schatz des Priamos“ ausgrub, Hiram Bingham, der 1911 die im Urwald verlorene Stadt von Machu Picchu wiederfand, oder Percy Fawcett, der 1924 auf der Suche nach Eldorado verschollen ist, wurden zu den Vorbildern für fiktive Schatzsucher, wie Allan Quatermain, Indiana Jones und Lara Croft. In diesen modernen Schatzerzählungen spielen Spuk und Magie nur noch eine untergeordnete Rolle. Dominierendes Element ist das Abenteuer. Die modernen Schatzsucher scheitern nicht mehr an Dämonen, sondern an der Wildnis und den unzureichenden Bergungsgeräten. Wenn ein vermeintlich sicher lokalisierter Schatz, wie der auf Oak Island, trotz enormen Aufwands nicht gehoben werden kann, dann nicht mehr, weil er immer tiefer im Erdboden versinkt, sondern wegen der Fallen und Schutzmechanismen, die dort von findigen Ingenieuren eingebaut wurden. Selbst die Vorschussbetrüger folgten diesem Trend weg von der Magie. Nun geht es nicht mehr um die Erlösung einer armen Seele und dessen Schatz, sondern um die Befreiung eines reichen Mannes aus dem Gefängnis (bevorzugt in Spanien), oder um dessen Erbschaft, die irgendwo vergraben liegt.
Während in den frühneuzeitlichen Schatzsagen die Herkunft und der Verbleib des Schatzes fast keine Rolle gespielt hatte (außer dass er in Sünde zusammengetragen worden war und nun wohltätigen Zwecken zugeführt werden konnte), behandeln moderne Schatzgeschichten manchmal nichts anderes. Minutiös wird rekonstruiert, wo ein Conquistador oder Pirat diese und jene Schätze zusammengetragen haben soll, die da und da den Besitzer wechselten, vergraben oder von Indianern geraubt wurden oder im Meer versanken. Der einzige potentielle Schatzsucher ist der Zuhörer der Geschichte, der selbst losziehen könnte, um den Schatz zu suchen.
Den Wandel in der Wahrnehmung der Schatzsuche seit der Frühen Neuzeit führt Dillinger auf den gleichzeitigen Wandel der herrschenden wirtschaftlichen Bedingungen zurück. In der modernen Gesellschaft gilt der Wettbewerb und die Konkurrenz nicht mehr als schädlich, sondern ganz im Gegenteil, als Pflicht. Während die Schatzsuche früher auf der Hoffnung beruhte, zu Wohlstand zu kommen, ohne die Nachbarn vor den Kopf zu stoßen, verspricht sie heute den Ausweg aus den Zwängen der kapitalistischen Leistungsgesellschaft.

### Sondengänger

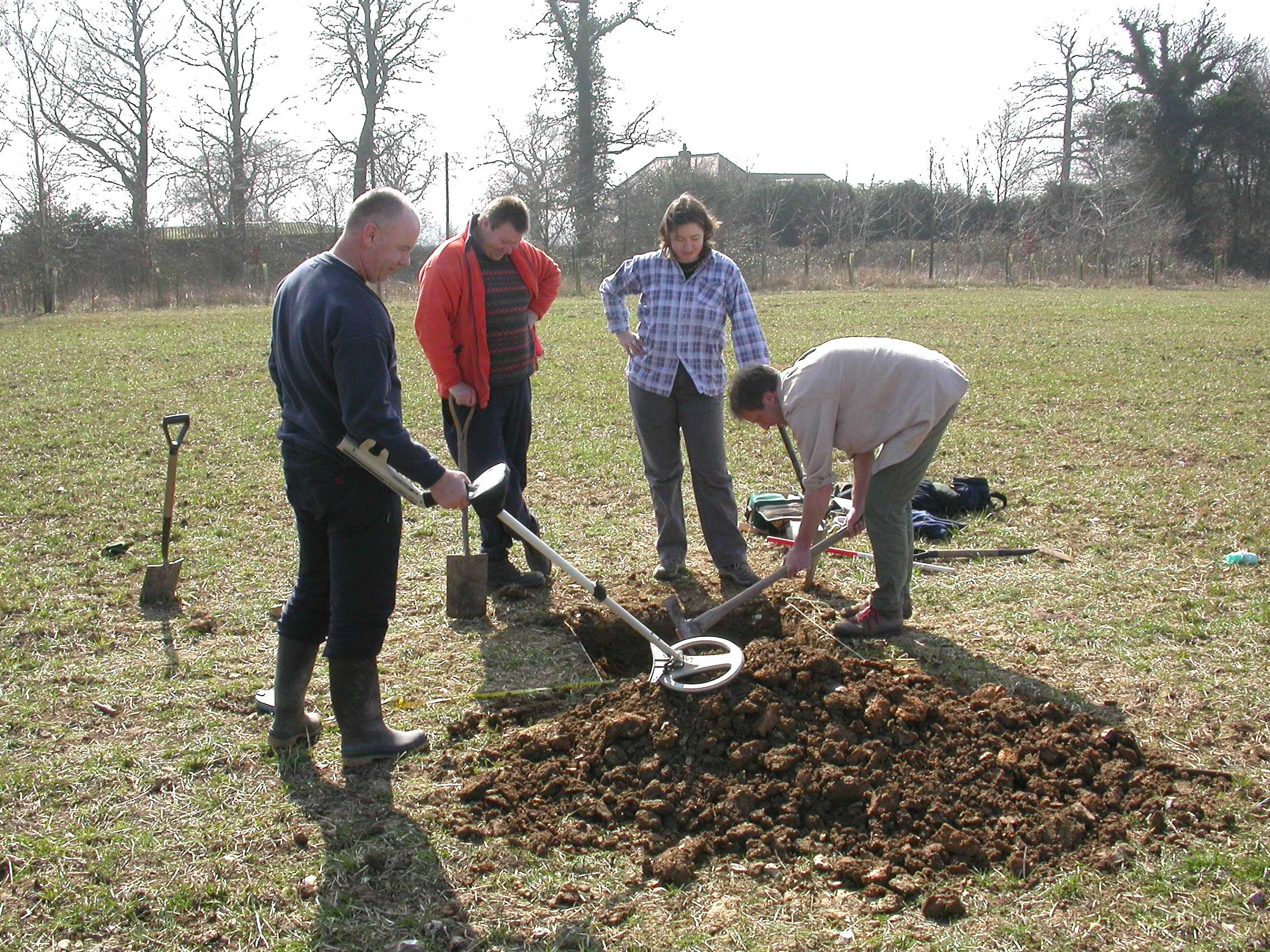
Moderne Hobby-Schatzsucher mit Metalldetektor

Sondengänger suchen mit einem Metalldetektor gezielt nach metallischen Gegenständen im Boden, im militärischen Bereich nach Minen und Munition, im zivilen Bereich nach verlorenen Wertsachen, wie Antiquitäten. Sie können sowohl auf eigene Rechnung als auch im Auftrag von Behörden oder Privatleuten arbeiten. Zu ihren Tätigkeiten gehört neben der Schatzsuche (auch unter Wasser) die Bergung von gefallenen Soldaten (anhand der Erkennungsmarke) und Militaria, die Suche nach Nuggets in Seifenlagerstätten oder nach Meteoriten oder von Strandgut.
Die rechtliche Situation ist in allen deutschen Bundesländern durch Denkmalschutzgesetze geregelt. Für die gezielte Suche nach Bodendenkmälern und vor allem das Graben auf solchen ist eine Grabungs- oder Nachforschungsgenehmigung erforderlich, ansonsten drohen empfindliche Strafen. Alle archäologischen und historischen Funde müssen gemeldet werden. Unterbleibt dies, droht eine Anklage wegen Unterschlagung und eventuell wegen gemeinschädlicher Sachbeschädigung. In allen deutschen Bundesländern, außer Bayern, gilt das Schatzregal: Alle Funde von besonderem wissenschaftlichen Wert gehören zur Gänze dem betreffenden Bundesland. So gilt z. B. nach dem brandenburgischen Denkmalschutzgesetz vom 22. Juli 1991: „Bewegliche Bodendenkmale, die herrenlos sind oder die so lange verborgen gewesen sind, dass ihr Eigentümer nicht mehr zu ermitteln ist, werden seit der Entdeckung Eigentum des Landes, wenn sie bei erlaubten Ausgrabungen oder in Grabungsschutzgebieten entdeckt werden oder wenn sie für die wissenschaftliche Forschung von Wert sind.“ In manchen Bundesländern erhält der Finder jedoch eine Belohnung.
Amtsarchäologen kritisieren besonders die oft mangelhafte Dokumentation der Funde durch sogenannte Raubgräber, die vorrangig am Verkauf von Antiquitäten interessiert seien oder an ihrer privaten Sammlung und nicht an der historischen Forschung. Durch die Zerstörung der Fundsituation werde das historische Verständnis der Funde zusätzlich erschwert. Sondengänger mit einer Genehmigung können hingegen durch die Meldung von unbekannten Bodendenkmalen und das Erbringen neuer Erkenntnisse zu bekannten Bodendenkmalen wertvolle ehrenamtliche Arbeit in der Denkmalpflege leisten. Andererseits gibt es Sondengänger, die ihre Funde ungemeldet hauptsächlich über den Internethandel vermarkten und damit zur Antikenhehlerei beitragen. Der bislang bekannteste Fall von Raubgräberei mit Hilfe von Metalldetektoren ist jener der Himmelsscheibe von Nebra.

### Schatzsuche als Freizeitbeschäftigung
Auch wenn gelegentlich noch größere archäologische Funde von Sondengängern gemacht werden, wie 2009 der Schatz von Staffordshire, so betreiben die meisten von ihnen die „Schatzsuche“ nicht aus Gewinnstreben, sondern als gleichermaßen spannenden, wie entspannenden Natursport.
Bei aller Rationalisierung der modernen Schatzsuche ist die Esoterik nicht völlig aus ihr verschwunden. Besonders nach dem mythenumrankten „Rheingold“ und dem „Nibelungenhort“ wird nicht nur mit Metalldetektoren gesucht, sondern auch mit sogenannter „Fernwahrnehmung“, meist pendeln über Landkarten. Pendel und Wünschelruten werden in den einschlägigen Foren als ancient free technology („uralte, kostenlose Technologie“) angeboten. Selbst der „Bergspiegel“ ist in Gestalt von Digitalkameras zurückgekehrt, die umgerüstet werden können, um die „Aura“ des verborgenen Schatzes zu fotografieren.
Beim Geocaching, einer elektronischen Form der Schnitzeljagd, ist das Profitinteresse völlig geschwunden. Die versteckten Gegenstände sind selbst materiell weitgehend wertlos. Dieses Hobby pflegen größtenteils technikaffine Männer in gesicherten Verhältnissen, die oft zusammen mit ihrer Familie und Freunden Ausflüge zu landschaftlichen Sehenswürdigkeiten unternehmen. Von der „Schatzsuche“ ist nur noch der Aspekt der Suche geblieben, die kleine Flucht aus dem Alltag.

### Kommerzielle Schatzsuche
Verbesserte Ortungsverfahren und neuartige Bergungstechniken haben dazu geführt, dass bisher unentdeckte Schätze, insbesondere auf See, geborgen werden können. Professionelle Schatzsucher arbeiten systematisch an der Ortung und Bergung derartiger Schätze.
Für die Wissenschaft der Archäologie stellen Schatzsucher ein enormes Problem dar, da sie in der Regel am materiellen Wert interessiert sind und die Spurensicherung am Fundort zunichtemachen. Schatzsucher vernichten damit in hohem Grade historisches Wissen.

#### Rechtsfragen
Dabei sind meist mehrere Staaten involviert (Land des Bergungsunternehmens, Land des versunkenen Schiffs und ggf. Staat, zu dem das Bergungsgebiet gehört), so dass es zu kollidierenden Rechtssystemen kommen kann. Bei Funden auf hoher See sind Seerecht und Internationales Privatrecht anzuwenden. Im Seerecht gibt es eine „Doktrin staatlicher Immunität“, wonach bei Schiffen in Dienst auf nichtkommerziellen Fahrten deren Wracks im Eigentum der Länder bleiben, die ihnen den Auftrag erteilt hatten. Das internationale Privatrecht wird anwendbar, wenn Schätze außerhalb der 12-Meilen-Zone von einer Küste entfernt liegen. Auch ein UNESCO-Abkommen regelt, dass Schiffswracks unabhängig vom Fundort dem Herkunftsland der Schiffe gehören.

#### Spektakuläre Einzelfälle
Im Mai 2007 fanden professionelle Schatzsucher des amerikanischen Unternehmens Odyssey Marine Exploration im Atlantik einen Schatz von 17 Tonnen Gewicht, der sich auf der am 5. Oktober 1804 von der britischen Marine versenkten spanischen Fregatte Nuestra Señora de las Mercedes befand. Das Wrack lag in 518 Metern Tiefe, beinhaltete einen Schatz mit einem Wert von 500 Millionen US-$ und gehörte nach internationalem Recht Spanien, so hatte als letzte Instanz im Februar 2012 ein US-Berufungsgericht entschieden. Odyssey Marine Exploration hatte 2,6 Millionen US-$ für die Bergung ausgegeben; die spanische Küstenwache hatte am 12. Juli 2007 deren Schiff Ocean Alert beschlagnahmt.
Schatzjäger wie Greg Brooks werten zeitgeschichtliche Dokumente aus und beginnen so die professionelle Schatzsuche. Im August 2008 ortete seine Firma Sub Sea Research die am 16. Juni 1942 durch zwei von dem deutschen U-Boot U 87 abgeschossene Torpedos versenkte Port Nicholson. Sie soll 71 Tonnen von Platin, Gold und Diamanten im Wert von 3 Milliarden US-$ als Kriegsgüterzahlung der Sowjetunion an die USA geladen haben und liegt 225 Meter tief nahe Cape Cod. Im Jahre 2009 erhielt die Sub Sea Research (SSR) die rechtliche Anerkennung als Schiffsberger und Eigentümer. Wegen der komplizierten technischen Bedingungen ist es noch nicht zur Bergung gekommen. Aber auch hier behindert ein Rechtsstreit die Bergung. Großbritannien beansprucht das Eigentum an der Port Nicholson seit dem Zeitpunkt, als sie sank und hat zu keiner Zeit das Eigentum aufgegeben. Wenn sich die Schätzungen bewahrheiten, ist es der wertvollste Schatz aller Zeiten.
Der High Court von Singapur hatte am 24. Oktober 1974 den Fall des deutschen U-Boots U 859 zu entscheiden, das am 23. September 1944 in der Straße von Malakka durch ein britisches U-Boot versenkt worden war. Er kam zu dem Ergebnis, dass die Bundesrepublik Deutschland Eigentümerin des U-Boots und dessen wertvoller Ladung (mehrere Tonnen Quecksilber) sei.

### Schatzsuche in der Literatur
Die Suche nach Schätzen fand immer wieder Eingang in die Literatur, besonders in die Abenteuerliteratur. In orientalischen Abenteuermärchen ist das Motiv der Schatzsuche häufig zu finden, so in den Erzählungen über Aladin, Ali Baba und Sindbad. Johann Wolfgang von Goethe griff das Thema in seiner Ballade Der Schatzgräber (1797) auf. In zahlreichen Schauerromanen wie Der Mönch von Matthew Gregory Lewis (1796) und Melmoth der Wanderer (1820) von Charles Robert Maturin werden unterirdische Schatzgewölbe durchquert. In seiner Novelle Die Höhle von Steenfoll berichtet Wilhelm Hauff nach einer schottischen Erzählung von der Schatzsuche in einer Höhle an der Atlantikküste. In Achim von Arnims Roman Die Kronenwächter (1817) ist die alte deutsche Kaiserkrone der gesuchte Schatz. In Eduard Mörikes Novelle Der Schatz (1835) liegt der Fluch des Bösen auf einer Goldkette. In Der Graf von Monte Christo (1844–1846) von Alexandre Dumas nutzt der Held einen riesigen Schatz, um seine Rachepläne auszuführen. In John Retcliffes Puebla (1865–67) geht es um einen Indianerschatz.
In Die Abenteuer des Tom Sawyer (1876) von Mark Twain entdeckt der junge Held eine Schatztruhe in einer Höhle. Der Roman Die Schatzinsel (1881/1882) von Robert Louis Stevenson wurde zum Vorbild für zahlreiche ähnliche Werke. Karl May erzählt in Der Schatz im Silbersee (1890/1891) von der Suche nach einem Indianerschatz, in Das Vermächtnis des Inka von einem Schatz der Inka. H. Rider Haggard berichtet in Montezumas Tochter (1893) vom verschollenen Schatz Montezumas, in Volk des Nebels (1894) sucht ein junger Engländer einen Schatz bei einem geheimnisvollen afrikanischen Volk. Der Schatz im Morgenbrotstal von Paul Ernst verbindet die Handlung mit einer Beschreibung der Verhältnisse gegen Ende des Dreißigjährigen Krieges. Die Suche nach den Schätzen des Templerordens erscheint bereits in Walter Scotts Roman Ivanhoe (1820), ebenso in L. Hesekiels Templer und Johanniter (1931) und E. Sommers Die Templer (1950).